# Sylvia Kristel
Sylvia Kristel (28. září 1952, Utrecht, Nizozemsko – 17. října 2012) byla nizozemská herečka, zpěvačka a bývalá modelka.
Byla jednou z největších ženských hereckých hvězd subžánru erotického filmu 70. let 20. století, kdy v roce 1974 natočila svůj nejznámější francouzský snímek Emmanuelle, který se později dočkal řady dalších pokračování. V klasickém dramatickém žánru vynikla výrazně například ve snímku Alice ou la dernière fugue z roku 1977.
Ve věku 60 let podlehla rakovině, se kterou bojovala posledních deset let svého života.